# Moses Montefiore

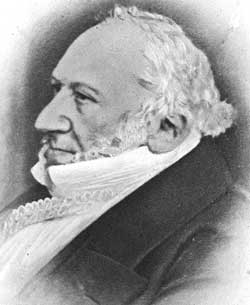
Portret van Montefiore, uit: Diaries of Sir Moses and Lady Montefiore comprising their life and work as recorded in their diaries from 1812 to 1883, Londen, 1890

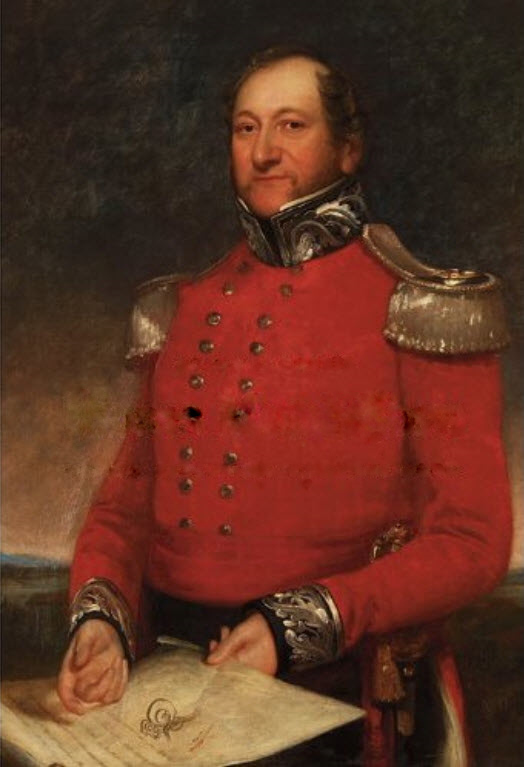
Moses Montefiore op middelbare leeftijd

Moses Haim Montefiore (Livorno, Italië, 24 oktober 1784 – Ramsgate, Engeland, 28 juli 1885) was een Brits bankier en filantroop. Hij wijdde zijn leven aan het verlichten van het lot van Joden in de wereld en met name Palestina.
Zijn correspondentie met de Britse consul Charles Henry Churchill in Damascus in 1841-42 als president van de Board of Deputies of British Jews, de voornaamste vertegenwoordiging van de Joodse gemeenschap in Groot-Brittannië, wordt gezien als een van de vormende elementen van het zionisme en de eerste stap op weg naar de stichting van de moderne staat Israël.

## Leven en werk
Montefiore werd in 1784 geboren in de Italiaanse stad Livorno, op 13 chesjvan 5545 volgens de joodse kalender. Zijn grootvader Moses Vita (Chaim) Montefiore was van daaruit naar Londen geëmigreerd, waar hij zich in 1763 in Stamford Hill had gevestigd. Montefiore werd geboren terwijl zijn ouders Joseph Elias en Rachel Montefiore op een zakenreis terug naar Italië waren. Moses was de eerste van hun tien kinderen. Rachel, dochter van de machtige Londense belegger Abraham Mocatta, was nog jong. Ze waren getrouwd in 1783.
Montefiore groeide op in Kennington in Londen. Hij leerde elementair Hebreeuws van zijn moeders broer. Hij begon zijn werkzame leven als stagiair bij een firma van kruideniers en theehandelaren. Vervolgens kwam hij in dienst van een boekhoudkantoor in de City of London. Hij werkte zich in 1804 op tot een van de "twelve Jew brokers", een van een beperkt aantal buitenlanders met een vergunning als effectenmakelaar in de City. Hij vormde een maatschap met zijn broer Abraham. Hun bedrijf Montefiore Bros werd hoog aangeschreven.
In 1812 huwde Moses Montefiore met Judith Cohen (1784-1862), dochter van de in 1808 overleden Levi Barent Cohen. Deze Londense beurshandelaar stamde uit een vooraanstaande Joods-Amsterdamse familie. Zijn oomzegger Nanette Cohen, nicht dus van Judith, werd de grootmoeder van zowel Frederik Philips als Karl Marx. Judiths zuster Henriette (Hannah) (1791-1866) trouwde met Nathan Mayer Rothschild (1777-1836). Montefiore trad op als makelaar voor het bankiersbedrijf van de Rothschilds, waar zijn zwager Nathan aan het hoofd stond. Hun memoires (en die van George Eliot, Darwin en anderen in hun omgeving) omschrijven het huwelijk van de Montefiores, hoewel kinderloos, als bijzonder gelukkig, warm en intiem.
In 1824, op veertigjarige leeftijd, trad hij terug uit actieve dienst om zijn tijd en geld te besteden aan publieke en goede doelen. Dat zou hij nog zestig jaar volhouden.
Als oprichter van de Imperial Continental Gas Association investeerde Montefiore in straatverlichting in diverse Europese steden. Ook was hij betrokken bij de aanleg van spoorwegen. Hij was mede-oprichter of directielid van fabrieken, mijnbouwbedrijven, banken en verzekeraars zoals Alliance British and Foreign Life, de Alliance Marine Insurance Company, de Irish Manufacturing Company, de Provincial Bank of Ireland (een van de Allied Irish Banks), de Imperial Brazilian Mining Company, de Chilean and Peruvian Mining Company en de British Colonial Silk Company. De Rothschilds en Montefiores organiseerden met hun netwerk een lening van miljoenen ponden aan de regering om alle plantage-eigenaren schadeloos te stellen bij de afschaffing van de slavernij in het Britse Rijk in 1833.
In 1836 werd hij verkozen tot Sheriff of the City of London, een belangrijke functie waar hij een jaar grote bestuurlijke verantwoordelijkheden droeg, maar wonende in een statig huis aan Park Lane en met zijn imposante bijna twee meter lange postuur gaf hij ook gewicht aan het ceremoniële deel die de titel tegenwoordig voornamelijk behelst. In 1838 werd hij door koningin Victoria geridderd, enkele maanden na haar eigen kroning. In zowel conservatieve als progressieve kringen was Sir Moses een graag geziene gast. In 1845 werd hij benoemd tot High Sheriff of Kent, het oudste openbare ambt in de Britse monarchie, ingesteld in 1076. Als erkenning van zijn inzet voor humanitaire en Joodse belangen werd hij in 1846 als eerste Britse Jood beleend met de eretitel van baronet.

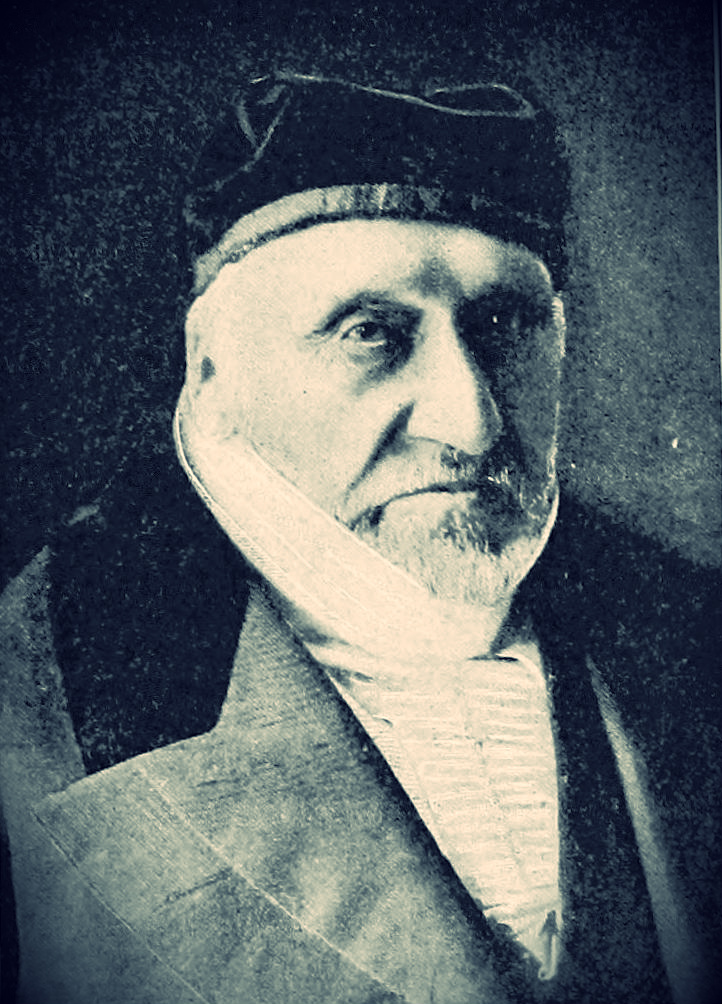
Montefiore op zijn 100e verjaardag

In 1831 kocht hij een landgoed van 24 ha in de destijds populaire badplaats Ramsgate in Kent. Het buitenhuis had eerder toebehoord aan koningin Caroline en Arthur Wellesley. Na korte tijd kon hij er aangrenzende grond bij kopen, waarna hij zijn neef, de architect David Mocatta, vroeg om er een persoonlijke synagoge te bouwen. De Montefiore Synagogue werd onder grote publieke belangstelling in 1833 feestelijk ingewijd.
Tijdens zijn jonge jaren was hij enigszins achteloos geweest in de vervulling van zijn religieuze plichten, maar na zijn eerste bezoek aan het Heilige Land in 1827 werd hij een strikte navolger van de joodse wetten. Zo maakte hij er een gewoonte van om een joodse slager mee te nemen op zijn reizen om altijd verzekerd te zijn van koosjer vlees bij de maaltijd.
In 1840 bezocht hij sultan Abdülmecit van het Ottomaanse Rijk om tien gevangen Syrische Joden vrij te pleiten. In 1858 zocht hij paus Pius IX in Rome op in een vergeefse poging om het Joodse jongetje Edgardo Mortara, inzet van een internationale politieke rel, te verlossen uit katholieke handen. Hij reisde op uitnodiging van de tsaar in 1846 naar Rusland om de moeilijke situatie van de Joden in zijn land te bespreken, en constateerde bij een tweede bezoek in 1872 dat er een middenklasse van Joodse zakenlieden was ontstaan. In 1864 bezocht hij Marokko en in 1867 Roemenië. Deze reizen maakten hem een legendarische held in de ogen van onderdrukte Joden over de wereld en een voorbeeld voor sociaal hervormers in Victoriaans Engeland.
Zijn honderdste verjaardag werd groots gevierd door zijn landgenoten in het Verenigd koninkrijk en Joden over de hele wereld. Hij overleed negen maanden later en werd begraven naast zijn vrouw in een klein mausoleum op hun landgoed in Kent. De voornaamste erfgenaam van zijn £370,000 (bijna vijftig miljoen euro in 2010) was de oudste zoon van zijn zuster Sarah. Zijn levensmotto luidde "Think and thank", denk in dank, wees bedachtzaam en dankbaar.

## Jeruzalem
In 1854 overleed zijn vriend Judah Touro uit New Orleans, waarna Montefiore werd aangesteld als executeur van diens testament. Het fortuin van $50,000 (enkele miljoenen hedendaagse dollars) moest worden bestemd voor de terugkeer van Joden naar Palestina. Hij stuurde bouwvakkers en schonk grote sommen geld ter stimulering van de industrie, het onderwijs en de gezondheidszorg onder Joden in het land.
De aanleg in 1857 van de eerste Joodse wijk buiten de muren van de Oude Stad van Jeruzalem, Mishkenot Sha'ananim, werd door zijn filantropische stichting bekostigd. De eerste twintig huizen met in totaal 28 appartementen, een achttien meter hoge windmolen, een Engelse waterpomp en een gemeenschappelijke oven waren gereed in 1860. De molen staat op een kleine heuvel en domineert de omgeving maar is nooit economisch rendabel geweest. In 1866 werd de tweede rij huizen gebouwd, toen een cholera-epidemie de Oude Stad onleefbaar maakte. Met de ontwikkeling van deze buurt tegenover de berg Zion werd de kiem gelegd voor de latere groei van West-Jeruzalem. De naam Mishkenot Sha'ananim komt uit Jesaja 32 vers 18 en betekent "vredige woonstede". Montefiore droeg ook financieel bij aan de bouw van de Hurva-synagoge, die in 1864 werd geopend.
De woonwijk Mazkeret Moshe (Hebreeuws: מזכרת משה, "herinnering aan Mozes") werd gesticht in 1882 en opgeleverd in 1885. De buurt was bedoeld voor Asjkenazische Joden. In dezelfde tijd werd de naastgelegen wijk Ohel Moshe (אהל משה, "tent van  Mozes") gebouwd voor Sefardische Joden. In 1892 werd Mishkenot aangevuld met het stadsdeel Yemin Moshe (ימין משה, "rechterhand van Mozes").

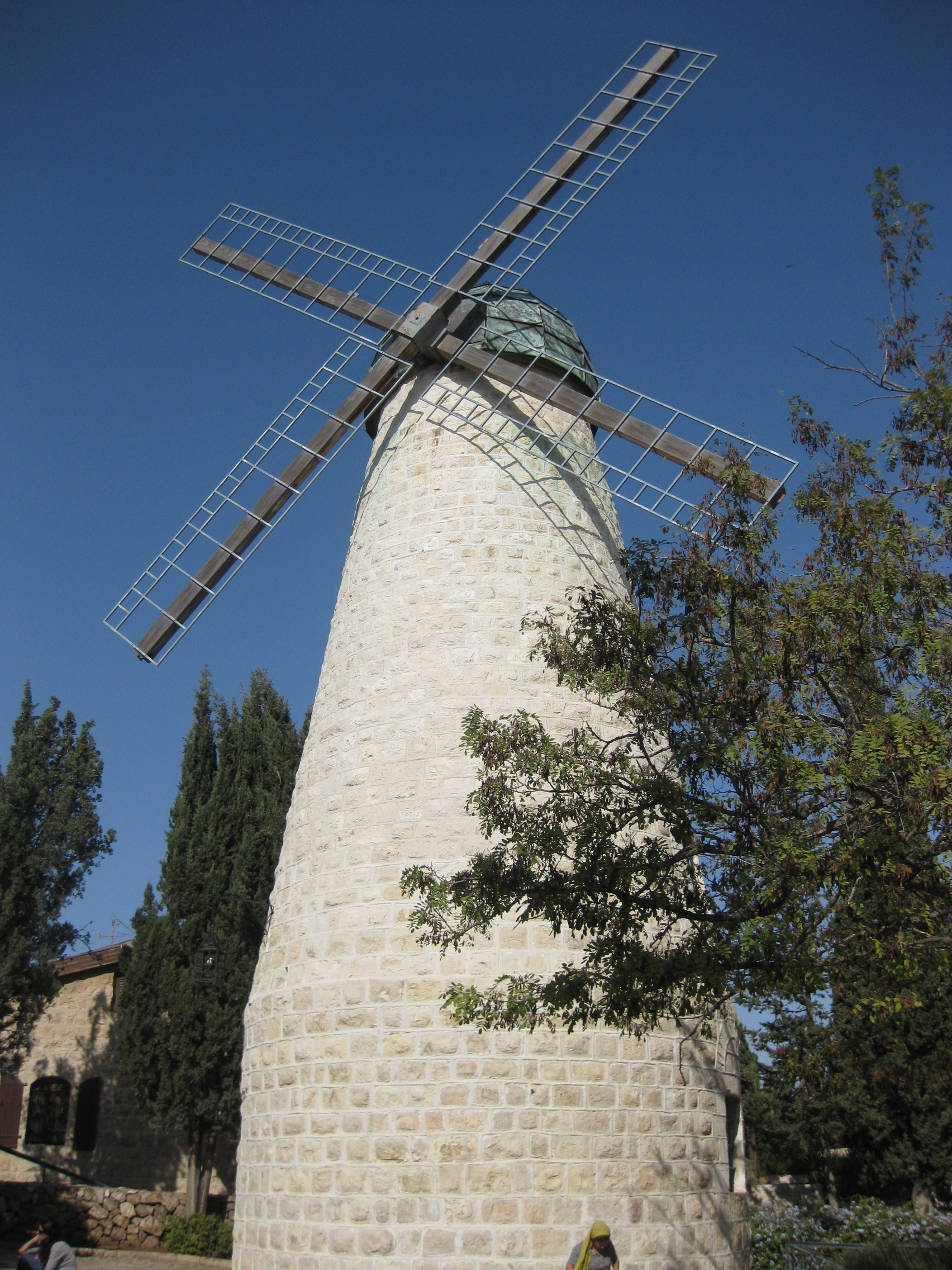
De Montefioremolen in Mishkenot Sha'ananim

Na zijn eerste reis keerde Montefiore nog terug naar Palestina, meestal vergezeld door zijn vrouw, in 1838, 1849, 1855, 1857, 1866 en 1875, toen hij 91 was. In 1839, 1849, 1855, 1866 en 1875 organiseerde hij volkstellingen om van alle Joden in Palestina de geboorteplaats, de familiestructuur en het inkomen te bepalen. Deze censussen vormen een belangrijke bron van informatie voor de jisjoev in de 19e eeuw.

## Bethlehem
Montefiore was nauw betrokken hij de renovatie van het graf van de aartsmoeder Rachel aan de uitvalsweg van Bethlehem naar Jeruzalem, toen een al eeuwenlang interreligieus heiligdom voor moslims, christenen en sefardische joden, vooral voor de vrouwen onder hen die er voor vruchtbaarheid kwamen bidden, een plek waaromheen ook christenen en moslims hun doden begroeven. Tijdens het Ottomaanse Rijk en mogelijk daarvoor was de plaats volgens islamitisch recht waqf, dat wil zeggen dat hij 'aan God' behoorde, onder protectie stond van de islam en verder een bron was van staatsinkomsten, maar niet het exclusieve bezit was van een van de groepen die behoorden tot 'de mensen van het boek': joden en christenen die er samen met de moslims kwamen bidden. Over de schrijn was tot de renovatie door Montefiore een kleine 'moskee' gebouwd. Montefiore vernieuwde in 1841 de Arabisch-Byzantijnse koepel die over de schrijn was heen gebouwd en ook de mihrab. De gebedsruimten voor joden en moslims werden toen pas gescheiden. Het was ook de tijd dat het bewaren van de sleutel overging van een moslimfamilie naar een sefardische en een asjkenazische beheerder die de pelgrims voortaan begeleidden. Volgens de antropoloog Glenn Bowman hadden de orthodoxe Asjkenazi, als emigranten uit het 'moderne' Europa, de meeste moeite met interreligieuze sharing. Al ziet Bowman Montefiore niet als directe gangmaker, hij beschrijft, refererend aan John Wilson, Anton Bertram, Meron Benvenisti e.a. de renovaties door Montefiore wel als het begin van een proces, een door 'Europees' nationalisme en dito religieuze exclusiviteit gedreven ontwikkeling die een nieuwe religieuze separatie inhield na een eeuwenlange in de regio gebruikelijke ritual sharing van deze en andere religieuze plaatsen en die na 1967 werd versneld, ten slotte volkomen werd en die tot op vandaag aanhoudt. Tegenwoordig is Rachels Tomb een zwaar bewaakte militaire compound, die alleen vanaf de Israëlische kant en vrijwel alleen door joden wordt bezocht.

## Herinnering
Na het overlijden van zijn vrouw in 1862 stichtte Moses Montefiore het Judith Lady Montefiore College ter bevordering van de studie van de Thora. Na zijn eigen dood in 1885 namen de ouderlingen van de Spaanse en Portugese Joodse gemeenschap in Londen het bestuur over. Rond 1985 sloot het instituut zijn deuren, maar in 2005 werd het heropgericht.
Het Montefiore Medical Center in de Bronx in New York is bij de oprichting in 1884 naar Moses Montefiore vernoemd. Ook een ziekenhuis in Pittsburgh draagt zijn naam.
De voormalige synagoge van de Moses Montefiore Congregation, gesticht in 1884, staat in Bloomington. Het is een van de weinige resterende 19e-eeuwse joodse godshuizen in de VS, hoewel de congregatie in 1959 een nieuw onderkomen betrokken heeft en het pand in 1996 werd omgebouwd tot kerk en tegenwoordig in gebruik is als eengezinswoning.
Een groep Joodse immigranten in het Canadese Alberta bouwde in 1913 het houten gebouw van het Montefiore Institute. In 2008 werd het overgebracht naar het Heritage Park Historical Village in Calgary, waar het nu bekendstaat als de Little Synagogue on the Prairie. Andere vernoemingen zijn de Moses Montefiore Anshe Emunah Hebrew Congregation in Baltimore, de Moses Montefiore Synagogue in Appleton in Wisconsin en de Temple Moses Montefiore in de Texaanse stad Marshall. Van 1885 tot 1943 was er in Warschau de Ohel-Mosche-Synagoge. De naam van Moses Montefiore leeft ook voort in boeken en liederen. Een voorbeeld van dat laatste is het populaire liedje Ha-Sar Mosje Montefiori van Yehoram Gaon uit de jaren 1960 (tekst van Chaim Chefer, melodie van Dov Seltzer).